# Mainardo (nome)
Mainardo  è un nome proprio di persona italiano maschile.

## Varianti
- Maschili: Meinardo, Maghinardo, Maginardo
  - Ipocoristici: Maino[1]

### Varianti in altre lingue
- Germanico: Meginhard[1]
- Olandese: Meindert[1]
- Polacco: Majnard
- Tedesco: Meinhard[1], Meinard[1]
- Inglese: Maynard[2]

## Origine e diffusione
Deriva dal nome germanico Meginhard, composto da magan ("forza", da cui anche Meinrado e Manfredo), e hard ("valoroso", "coraggioso", "forte", comune a molti altri nomi germanici); può quindi significare "forza coraggiosa", "forte e coraggioso", e via dicendo o anche "molto forte", "molte potente" - la desinenza -hard assume spesso un valore rafforzativo nei nomi germanici.

## Onomastico
L'onomastico si può festeggiare l'11 ottobre in memoria di san Meinardo di Riga, primo vescovo della Lettonia, oppure il 9 maggio in ricordo del beato Mainardo, vescovo di Urbino.

## Persone
- Mainardo, vescovo di Torino
- Mainardo I di Hohenzollern-Sigmaringen, Principe di Hohenzollern-Sigmaringen
- Mainardo II di Hohenzollern-Sigmaringen, Principe di Hohenzollern-Sigmaringen
- Mainardo I di Tirolo-Gorizia, conte di Gorizia ed Istria e conte di Tirolo
- Mainardo II di Tirolo-Gorizia, duca dell'Alta Baviera e conte di Tirolo
- Mainardo III di Tirolo-Gorizia, conte del Tirolo, duca di Carinzia e di Carniola e conte di Gorizia

### Variante Meinhard
- Meinhard Erlacher, snowboarder italiano
- Meinhard Michael Moser, micologo austriaco
- Meinhard Nehmer, bobbista tedesco

### Altre varianti
- Maginardo, architetto italiano
- Meinardo di Riga, monaco e vescovo cattolico lettone
- Meindert Hobbema, pittore olandese
- Maghinardo Pagani, condottiero e politico italiano